# Fernmeldeturm Bremen
Der Fernmeldeturm Bremen (offizielle Bezeichnung des Bremer Fernsehturms; intern: Funkübertragungsstelle Bremen 38) ist, ebenso wie der Fernmeldeturm Münster und der Friedrich-Clemens-Gerke-Turm in Cuxhaven, ein Nachbau des Fernmeldeturms Kiel (Entwurf: Architekten Gerhard Kreisel und Günter H. Müller, Kiel). Er ist 235,70 Meter hoch. Der Durchmesser der Betriebskanzel, die sich in 108,20 Metern Höhe befindet, beträgt 40 Meter.
Der Fernmeldeturm steht im Bremer Stadtteil Walle an der Utbremer Straße, etwa 2,5 Kilometer nordwestlich vom Stadtzentrum. Errichtet wurde er ab der 32. Kalenderwoche 1982 als Nachfolger des Turmes im nahen Faulenquartier in der Innenstadt; die Fertigstellung erfolgte 1986. Er ist für die Öffentlichkeit nicht zugänglich.
Alle UKW-Hörfunk- und TV-Programme von Radio Bremen in Bremen werden heute von diesem Turm abgestrahlt. Außerdem befindet sich auf dem Turm das 70-Zentimeter-Amateurfunkrelais DB0OZ mit der analogen Ausgabefrequenz 438,825 MHz und der digitalen (DMRplus) Ausgabefrequenz 438,325 MHz.
Betreiber und Eigentümer der Anlage ist die Deutsche Funkturm (DFMG), eine Tochtergesellschaft der Deutschen Telekom mit Sitz in Münster. Um das Jahr 2000 wurde erwogen, in der Betriebskanzel ein Restaurant einzurichten. Diese Pläne wurden jedoch wieder verworfen.

## Vorläuferbauwerke
Der heutige Fernmeldeturm hat mindestens drei Vorläuferbauwerke und zwar:
- einen 90 Meter hohen Holzturm mit einer in der Turmkonstruktion aufgehängten Langdrahtantenne für Mittelwellenrundfunk; der Turm wurde 1933 errichtet und brannte 1939 infolge eines Gewitters nieder;
- einen Sendemast für Mittelwellenrundfunk, der bis 1950 zur Verbreitung des Programms von Radio Bremen diente;
- einen kleineren Fernmeldeturm aus Stahlbeton.

## Frequenzen und Programme

### Analoges Radio (UKW)
Beim Antennendiagramm sind im Falle gerichteter Strahlung die Hauptstrahlrichtungen in Grad angegeben.
| Frequenz (MHz) | Programm                                | RDS PS              | RDS PI                                  | Regionalisierung | ERP (kW) | Antennendiagramm rund (ND)/gerichtet (D)     | Polarisation horizontal (H)/vertikal (V) |
| -------------- | --------------------------------------- | ------------------- | --------------------------------------- | ---------------- | -------- | -------------------------------------------- | ---------------------------------------- |
| 93,8           | Bremen Eins                             | Bremen_1 *1)        | D341                                    | –                | 100      | ND                                           | H                                        |
| 88,3           | Bremen Zwei                             | Bremen_2 *1)        | D342                                    | –                | 100      | ND                                           | H                                        |
| 95,6           | Cosmo                                   | COSMO___            | D343                                    | –                | 0,2      | D (90°-170°)                                 | H                                        |
| 101,2          | Bremen Vier                             | Bremen_4 *1)        | D344                                    | –                | 100      | ND                                           | H                                        |
| 96,7           | Bremen Next                             | NEXT___ *1)         | D345                                    | –                | 50       | ND                                           | H                                        |
| 95,0           | Bremen Fünf (Parlamentsradio)/ NDR Info | Bremen_5 / NDR_Info | D045 (Bürgerschaftsübertragungen), D384 | Bremen           | 1        | ND                                           | H                                        |
| 107,1          | Deutschlandfunk                         | __Dlf___            | D210                                    | –                | 100      | ND                                           | H                                        |
| 100,3          | Deutschlandfunk Kultur                  | Dlf_Kult            | D220                                    | –                | 1        | ND                                           | H                                        |
| 89,8           | Energy Bremen                           | EnrgyBRE            | 1342                                    | –                | 0,8      | D (280°-80°, 110°-200°)                      | H                                        |
| 107,6          | Radio 21                                | RADIO_21            | D38A                                    | Bremen           | 0,2      | D (220°-240°)                                | H                                        |
| 104,8          | Radio Teddy                             | _RADIO__/_TEDDY__   | 1B2E                                    | –                | 0,1      | D (320°-20°, 90°-110°, 140°-200°, 230°-290°) | H                                        |
| 92,5           | Radio Weser.TV Bremen                   | weser.tv            | 1343                                    | –                | 0,2      | D (350°-200°, 230°-320°)                     | H                                        |
| 97,2           | Radyo Metropol FM                       | METROPOL            | 102B                                    | –                | 0,5      | D (80°-190°)                                 | H                                        |
| 96,1           | Radio Roland                            | ROLAND__            |                                         | –                | 0,2      | D (90°-170°)                                 | H                                        |

*1): auch manchmal Laufschrift mit Sendungsinformationen, Musiktitelinformationen oder Webadressen
Die Rundfunksender von Radio Bremen werden außerdem noch für die Stadt Bremerhaven von dem Fernmeldeturm Schiffdorf nähe Bremerhaven ausgestrahlt. Die Zuführung erfolgt über Ballempfang.

### Digitales Radio (DAB / DAB+)
Digitaler Hörfunk im DAB+-Standard wird vom Fernmeldeturm Bremen seit dem 1. August 2011 in horizontaler Polarisation im Gleichwellennetz (Single Frequency Network) mit anderen Sendern ausgestrahlt. Ergänzend zum ersten bundesweiten Multiplex ist das Programmangebot von Radio Bremen am 1. Februar 2013, das private Angebot des Regionalmuxes am 27. Juni 2018, der von Antenne Deutschland betriebene zweite bundesweite Multiplex am 5. Oktober 2020 und das Programmangebot des Norddeutschen Rundfunks am 2. Juli 2021 hinzugekommen.
| Block                        | Programme (Datendienste) | ERP (kW) | Antennen- diagramm rund (ND)/ gerichtet (D) | Gleichwellennetz (SFN) |
| ---------------------------- | --- | -------- | ------------------------------------------- | --- |
| 5C DR Deutschland (D__00188) | DAB+ Block der Media Broadcast: - Absolut relax (72 kbps) - Dlf (104 kbps) - Dlf Kultur (112 kbps) - Dlf Nova (104 kbps) - DRadio DokDeb (48 kbps) - Energy Digital (72 kbps) - ERF Plus (64 kbps) - Klassik Radio (72 kbps) - Radio Bob (72 kbps) - Radio Horeb (48 kbps) - Radio Schlagerparadies (64 kbps) - Schwarzwaldradio (64 kbps) - sunshine live (72 kbps) - DRadio Daten (32 kbps Daten) - EPG Deutschland (16 kbps Daten) - TPEG (16 kbps Daten) - TPEG_MM (16 kbps Daten) | 10       | ND                                          | - Baden-Württemberg: Aalen, Baden-Baden (Fremersberg), Bad Mergentheim, Blauen, Brandenkopf, Donaueschingen, Feldberg im Schwarzwald, Freiburg (Vogtsburg-Totenkopf), Geislingen (Oberböhringen), Großerlach (Hohe Brach), Heidelberg (Königstuhl), Heilbronn (Schweinsberg), Hochrhein (Rickenbach), Hornisgrinde, Pforzheim (Schömberg-Langenbrand), Raichberg, Ravensburg (Höchsten), Reutlingen, Stuttgart (Frauenkopf), Ulm (Kuhberg) - Bayern: Amberg (Hirschau), Aschaffenburg (Pfaffenberg), Augsburg (Hotelturm), Bad Tölz (Gaißach), Bamberg (Geisberg), Büttelberg, Brotjacklriegel, Dillberg, Grünten, Herzogstand, Hochberg (Traunstein), Hoher Bogen, Inntal (Ebbs), Ingolstadt (Gelbelsee), Kreuzberg/Rhön, Landshut (Altdorf), München (Olympiaturm), Nennslingen (Büchelberg), Nürnberg, Oberammergau, Ochsenkopf, Passau, Pfänder, Pfaffenhofen, Pfarrkirchen, Pfronten, Regensburg (Hohe Linie), Unterringingen, Untersberg, Wendelstein (Bayrischzell), Würzburg (Frankenwarte) - Berlin: Berlin (Alexanderplatz), Berlin (Scholzplatz) - Brandenburg: Bad Belzig, Booßen, Brandenburg/Havel, Calau, Casekow, Cottbus, Eisenhüttenstadt, Petkus, Pritzwalk, Templin - Bremen: Bremen (Walle), Bremerhaven-Schiffdorf - Hamburg: Hamburg (Moorfleet), Hamburg (Heinrich-Hertz-Turm) - Hessen: Bad Hersfeld (Rimberg), Biedenkopf (Sackpfeife), Fulda (Hummelskopf), Frankfurt (Europaturm), Gelnhausen (Schnepfenkopf), Gießen (Dünsberg), Großer Feldberg, Hardberg, Hohe Wurzel, Hoher Meißner, Kassel (Habichtswald), Mainz-Kastel - Mecklenburg-Vorpommern: Garz (Rügen), Güstrow, Malchin, Neubrandenburg-Süd, Rostock (Toitenwinkel), Röbel, Schwerin (Zippendorf-Gr.Dreesch), Torgelow, Wismar/Rüggow, Züssow - Niedersachsen: Aurich-Popens, Braunschweig (Broitzem), Braunschweig (Drachenberg), Cuxhaven-Stadt, Dannenberg, Göttingen (Bovenden-Osterberg), Hannover (Telemax), Lingen, Lüneburg-Neu Wendhausen, Molbergen-Peheim, Osnabrück (Bramsche-Schleptruper Egge), Hildesheim (Sibbesse), Steinkimmen, Uelzen, Visselhövede, Wilhelmshaven - Nordrhein-Westfalen: Aachen (Karlshöhe), Bielefeld (Hünenburg), Bonn (Venusberg), Dortmund (Florianturm), Düsseldorf (Rheinturm), Eggegebirge, Herscheid, Hochsauerland (Hunau), Hürtgenwald-Großhau, Köln (Colonius), Langenberg, Lügde-Rischenau (Köterberg), Minden (Jakobsberg), Münster (Fernmeldeturm), Schöppingen, Siegen-Süd, Wesel - Rheinland-Pfalz: Bad Kreuznach (Schanzenkopf), Bad Marienberg (Westerwald), Bornberg, Daun (Eifel), Edenkoben (Kalmit), Heckenbach-Schöneberg (Ahrweiler), Idar-Oberstein, Kaiserslautern, Kettrichhof, Koblenz (Kühkopf), Trier (Petrisberg) - Saarland: Merzig-Merchingen, Saarbrücken (Schoksberg) - Sachsen: Chemnitz, Dresden, Geyer, Leipzig, Löbau, Neustadt, Oschatz, Schöneck, Zwickau Ost - Sachsen-Anhalt: Brocken, Burg, Dequede, Petersberg, Pettstädt (Weißenfels), Schneidlingen, Wittenberg - Schleswig-Holstein: Bungsberg, Flensburg, Heide, Helgoland, Hennstedt, Kiel (Kronshagen), Lübeck (Stockelsdorf), Schleswig, Niebüll (Süderlügum), Westerland (Sylt) - Thüringen: Bleßberg (Sonneberg), Erfurt-Hochheim, Gera, Inselsberg, Jena (Oßmaritz), Kulpenberg, Saalfeld (Remda), Lobenstein (Sieglitzberg), Weimar (Ettersberg) |
| 5D Antenne DE (D__00364)     | DAB-Block von Antenne Deutschland: - 80s80s (72 kbps) - 90s90s (72 kbps) - Absolut Bella (72 kbps) - Absolut Germany (72 kbps) - Absolut HOT (72 kbps) - Absolut Oldie (72 kbps) - Absolut TOP (72 kbps) - AIDAradio (72 kbps) - Ballermann Radio (72 kbps) - Beats Radio (72 kbps) - Brillux Radio (72 kbps) - Nostalgie (72 kbps) - Oldie Antenne (72 kbps) - RTL Radio (72 kbps) - Rock Antenne (72 kbps) - Toggo Radio (72 kbps)                                                   | 10       | ND                                          | - Bayern: Amberg (Hirschau), Bamberg (Geisberg), Ingolstadt (Gelbelsee), Kreuzberg/Rhön, Nürnberg, Ochsenkopf, Pfaffenhofen, Regensburg (Hohe Linie), Würzburg (Frankenwarte) - Berlin: Berlin (Alexanderplatz), Berlin (Scholzplatz) - Brandenburg: Casekow, Cottbus, Pritzwalk - Bremen: Bremen (Walle) - Hamburg: Hamburg (Heinrich-Hertz-Turm) - Mecklenburg-Vorpommern: Rostock (Toitenwinkel), Schwerin (Zippendorf-Gr.Dreesch), Züssow - Niedersachsen: Braunschweig (Broitzem), Cuxhaven-Stadt, Göttingen (Bovenden-Osterberg), Hannover (Telemax), Hildesheim (Sibbesse/Griesberg), Lüneburg-Neu Wendhausen, Molbergen-Peheim, Osnabrück (Bramsche-Schleptruper Egge), Visselhövede - Nordrhein-Westfalen: Bielefeld (Hünenburg), Minden (Jakobsberg) - Sachsen: Dresden, Geyer, Leipzig, Löbau/Schafberg, Oschatz, Schöneck - Sachsen-Anhalt: Brocken, Burg, Petersberg, Wittenberg - Schleswig-Holstein: Flensburg, Heide, Kiel (Kronshagen), Lübeck (Stockelsdorf) - Thüringen: Erfurt-Hochheim, Gera, Inselsberg, Jena (Oßmaritz), Kulpenberg, Lobenstein (Sieglitzberg), Weimar (Ettersberg) |
| 6A Bremen K6A (D__00389)     | DAB+ Block von Media Broadcast: - Antenne Schlager (72 kbps) - bigFM (72 kbps) - Energy Bremen (72 kbps) - Star FM Maximum Rock (72 kbps) - Oldie Antenne (72 kbps) - Radio 21 (72 kbps) - radio ffn (HB/OL) (72 kbps) - Radio Nordseewelle (WHV) (72 kbps) - Radio Roland (72 kbps) - Radio Weser.TV HB (72 kbps) - Radio Weser.TV BHV (72 kbps) - The Wolf Bremen (72 kbps) | 2        | ND                                          | Bremen (Walle), Bremerhaven-Schiffdorf |
| 6D Radio Bremen (D__00294)   | DAB+ Block von Radio Bremen: - Bremen Eins (128 kbps) - Bremen Zwei (128 kbps) - COSMO (112 kbps) - Bremen Vier (128 kbps) - Bremen Next (128 kbps) - Die Maus (96 kbps) | 4        | ND                                          | Bremen (Walle), Bremerhaven-Schiffdorf |
| 8D NDR NDS OL (D__00423)     | DAB-Block des Norddeutschen Rundfunks: - NDR 1 NDS OL (Oldenburg) (104 kbps) - NDR 2 NDS (104 kbps) - NDR Kultur (104 kbps) - NDR Info NDS (104 kbps) - N-Joy (104 kbps) - NDR Blue (104 kbps) - NDR Schlager (104 kbps) - NDR Info Spezial (104 kbps) - NDR BWS (16 kbps) - ARD TPEG (16 kbps) | 2        | ND                                          | Aurich-Popens, Bremen (Walle), Bremerhaven (Schiffdorf), Cuxhaven-Altenwalde, Molbergen, Steinkimmen (Ganderkesee), Vechta-Langförden, Wilhelmshaven |

Alle DMB-Projekte in Deutschland wurden eingestellt. Ebenso konnte sich der auf mobile Endgeräte optimierte DVB-H-Standard bisher nicht durchsetzen. Es ist daher unwahrscheinlich, dass es zu DVB-H-Sendungen von diesem Turm kommen wird.

### Digitales Fernsehen (DVB-T / DVB-T2)
Der DVB-T2 Regelbetrieb startete am 29. März 2017. Die DVB-T2-Ausstrahlungen in HEVC erfolgen im Gleichwellenbetrieb (Single Frequency Network) mit anderen Standorten. Die öffentlich-rechtlichen Sender sind frei empfangbar, die Privatsender werden, größtenteils verschlüsselt, über die DVB-T2 Plattform Freenet TV ausgestrahlt. Optional lassen sich zusätzliche im NDR-Angebot und bei Freenet TV connect als Verknüpfung enthaltene Programme über eine Internetverbindung wiedergeben, falls das Empfangsgerät HbbTV (ab Version 1.5) unterstützt (NDR via IP: ARD alpha HD, rbb Brandenburg HD, SR Fernsehen HD, SWR BW HD, …).
| Kanal | Frequenz (MHz) | Multiplex                                   | Programme im Multiplex | ERP (kW) | Antennen- diagramm rund (ND)/ gerichtet (D) | Polarisation horizontal (H)/ vertikal (V) | SFN mit                                                                            |
| ----- | -------------- | ------------------------------------------- | --- | -------- | ------------------------------------------- | ----------------------------------------- | ---------------------------------------------------------------------------------- |
| 22    | 482            | Freenet TV Mux 3                            | - Welt HD - DMAX HD - Eurosport 1 HD - Disney Channel HD - Nickelodeon HD / CC +1 HD - Comedy Central HD - Bibel TV (FTA) - QVC (FTA) - QVC Zwei (FTA) - HSE (FTA) - 123tv (FTA)                                                                                       | 50       | ND                                          | H                                         | Bremen (Walle), Bremerhaven-Schiffdorf                                             |
| 29    | 538            | ARD Digital (NDR)                           | - Das Erste HD - Phoenix HD - Arte HD - Tagesschau24 HD - One HD Radio: - NDR Blue - NDR Info Spezial - NDR Kultur - NDR Schlager | 20       | ND                                          | H                                         | Aurich-Popens, Bremen (Walle), Bremerhaven-Schiffdorf, Cuxhaven-Stadt, Steinkimmen |
| 30    | 546            | ARD regional (NDR) Niedersachsen            | - NDR Fernsehen HD (Niedersachsen) - WDR Fernsehen (Köln) HD - HR-Fernsehen HD / NDR FS HD (HH)(zeitw.) - MDR Fernsehen (Sachsen-Anhalt) HD / NDR FS HD (MV) (zeitw.) - BR Fernsehen Süd HD / NDR FS HD (SH)(zeitw.) Radio: - N-Joy - NDR 1 NDS HAN - NDR 2 - NDR Info | 20       | ND                                          | H                                         | Bremen (Walle), Bremerhaven-Schiffdorf, Steinkimmen                                |
| 35    | 586            | Gemischter Multiplex von ZDF und Freenet TV | - ZDF HD - 3sat HD - KiKa HD - ZDFneo HD - ZDFinfo HD - Freenet TV connect (HbbTV-Dienst mit mehreren Streams, HbbTV v1.5 erforderlich) | 32       | ND                                          | H                                         | Aurich-Popens, Bremen (Walle), Bremerhaven-Schiffdorf, Cuxhaven-Stadt, Steinkimmen |
| 42    | 642            | Freenet TV Mux 1                            | - RTL HD (NDS+HB mit RTL Nord) - RTL Zwei HD - Super RTL HD - Vox HD - n-tv HD - Nitro HD - Tele 5 HD | 50       | ND                                          | H                                         | Bremen (Walle), Bremerhaven-Schiffdorf                                             |
| 46    | 674            | ARD regional (Radio Bremen)                 | - Radio Bremen HD | 10       | ND                                          | H                                         | Bremen (Walle), Bremerhaven-Schiffdorf, Steinkimmen                                |
| 48    | 690            | Freenet TV Mux 2                            | - ProSieben HD - Sat.1 HD (NDS+HB mit 17:30 Sat.1) - Kabel Eins HD - ProSieben Maxx HD - Sat.1 Gold HD - Sixx HD - Sport1 HD | 50       | ND                                          | H                                         | Bremen (Walle), Bremerhaven-Schiffdorf                                             |

 Sendeparameter 
| Verwendet von (HD-Programme pro Mux)   | Modulations- verfahren | Coderate | FFT-Modus    | Guard- intervall | Pilottöne       | Datenrate [Mbit/s] |
| -------------------------------------- | ---------------------- | -------- | ------------ | ---------------- | --------------- | ------------------ |
| Freenet TV (5–7)                       | 64-QAM                 | 2/3      | 32k extended | 1/16             | Pilot Pattern 4 | 27,6               |
| ZDF (5)                                | 64-QAM                 | 3/5      | 16k extended | 19/128           | Pilot Pattern 2 | 22,0               |
| ARD Digital (NDR) (5) NDR regional (5) | 64-QAM                 | 1/2      | 16k extended | 19/128           | Pilot Pattern 2 | 18,2               |
| Radio Bremen regional (1)              | 4-QAM (QPSK)           | 1/2      | 16k extended | 19/128           | Pilot Pattern 2 | 6,0                |

### Analoges Fernsehen
Bis zum DVB-T Umstieg in der Region Bremen/Unterweser am 24. Mai 2004 wurden folgende Programme in analogem PAL gesendet:
| Kanal | Frequenz (MHz) | Programm                              | ERP (kW) | Sendediagramm rund (ND)/ gerichtet (D) | Polarisation horizontal (H)/ vertikal (V) |
| ----- | -------------- | ------------------------------------- | -------- | -------------------------------------- | ----------------------------------------- |
| 22    | 479,25         | Das Erste (RB)                        | 190      | ND                                     | H                                         |
| 29    | 535,25         | Sat.1 (Niedersachsen/Bremen)          | 63       | D                                      | H                                         |
| 32    | 559,25         | ZDF                                   | 150      | ND                                     | H                                         |
| 36    | 591,25         | RTL Television (Niedersachsen/Bremen) | 5        | D                                      | H                                         |
| 42    | 639,25         | NDR Fernsehen (Niedersachsen/Bremen)  | 150      | ND                                     | H                                         |
| 46    | 671,25         | ProSieben                             | 10       | D                                      | H                                         |
| 49    | 695,25         | VOX                                   | 63       | D                                      | H                                         |
| 58    | 767,25         | RTL II                                | 5        | D                                      | H                                         |

## Galerie

Tafel vor dem Zaun
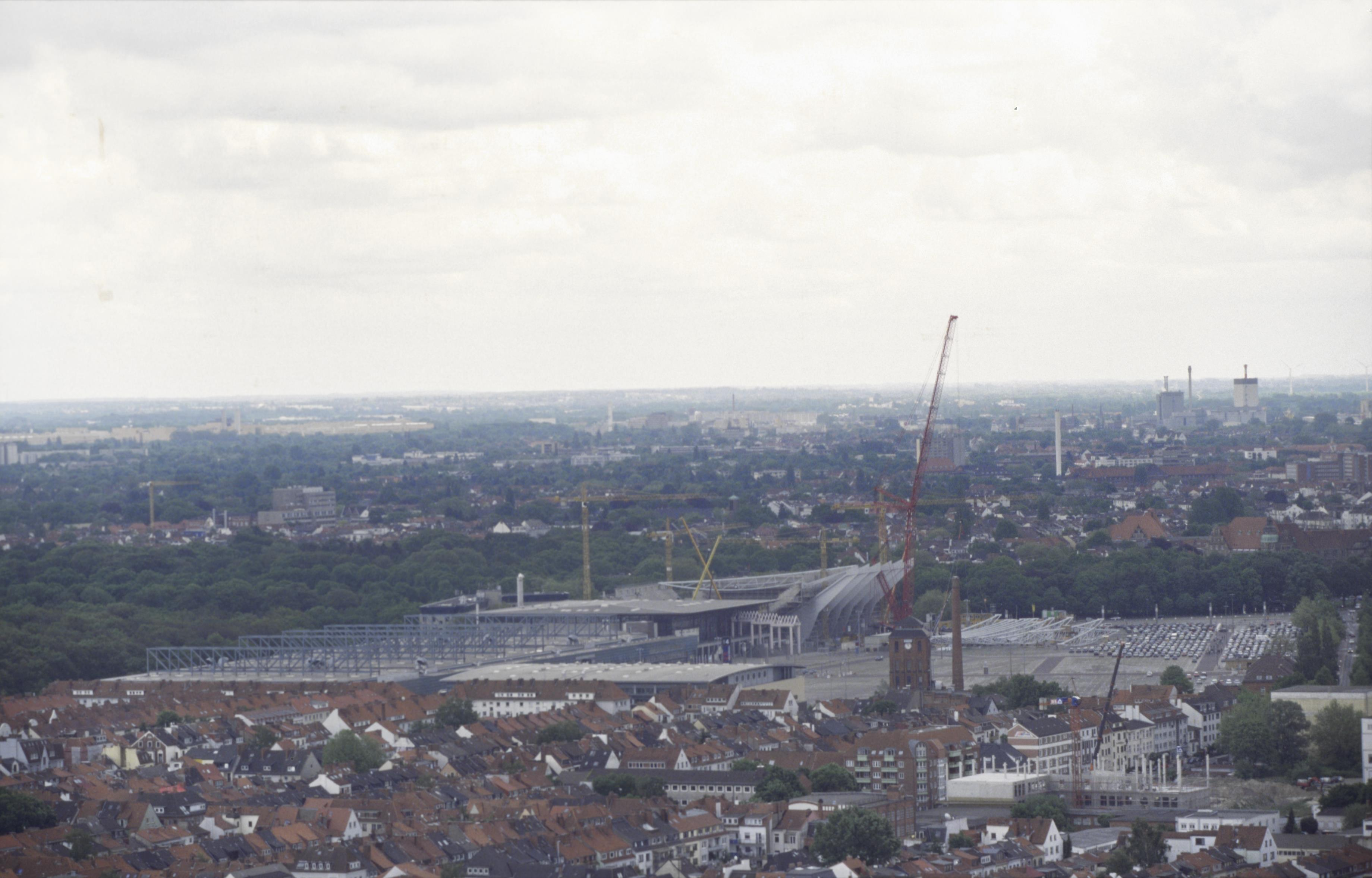
Blick vom Turm Richtung Stadthalle Bremen
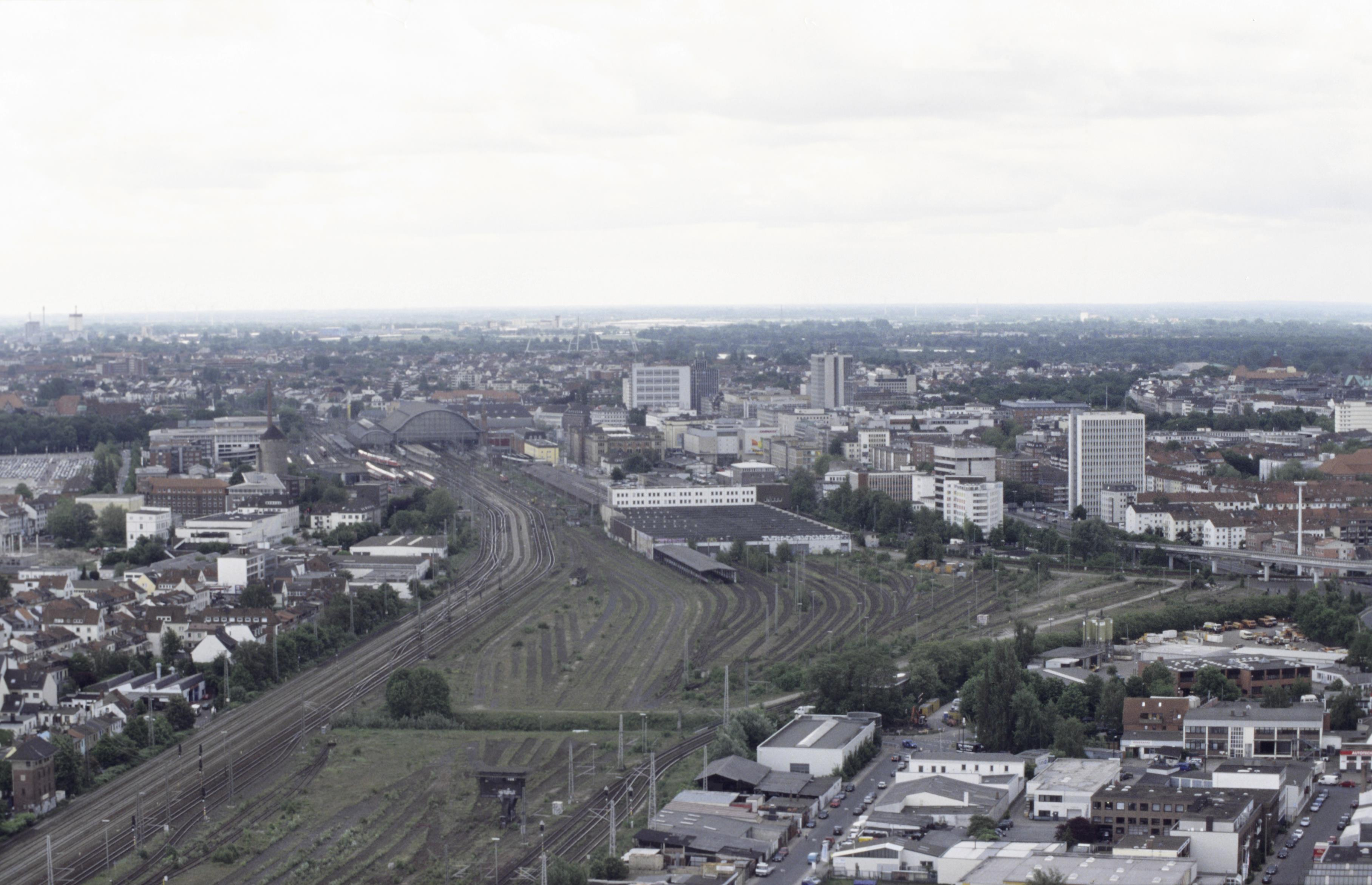
Blick vom Turm Richtung Hauptbahnhof
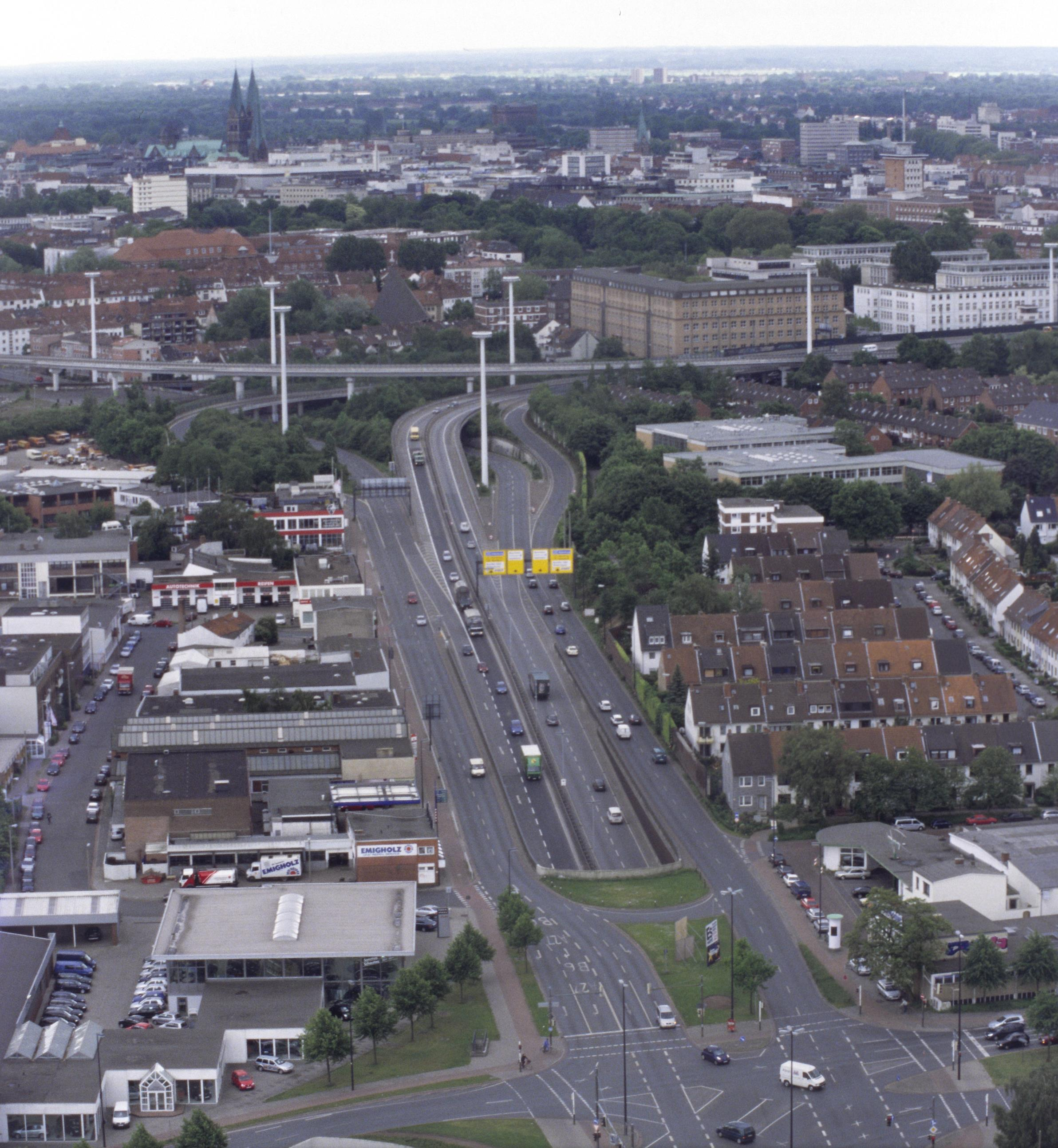
Blick vom Turm Richtung Nordwestknoten
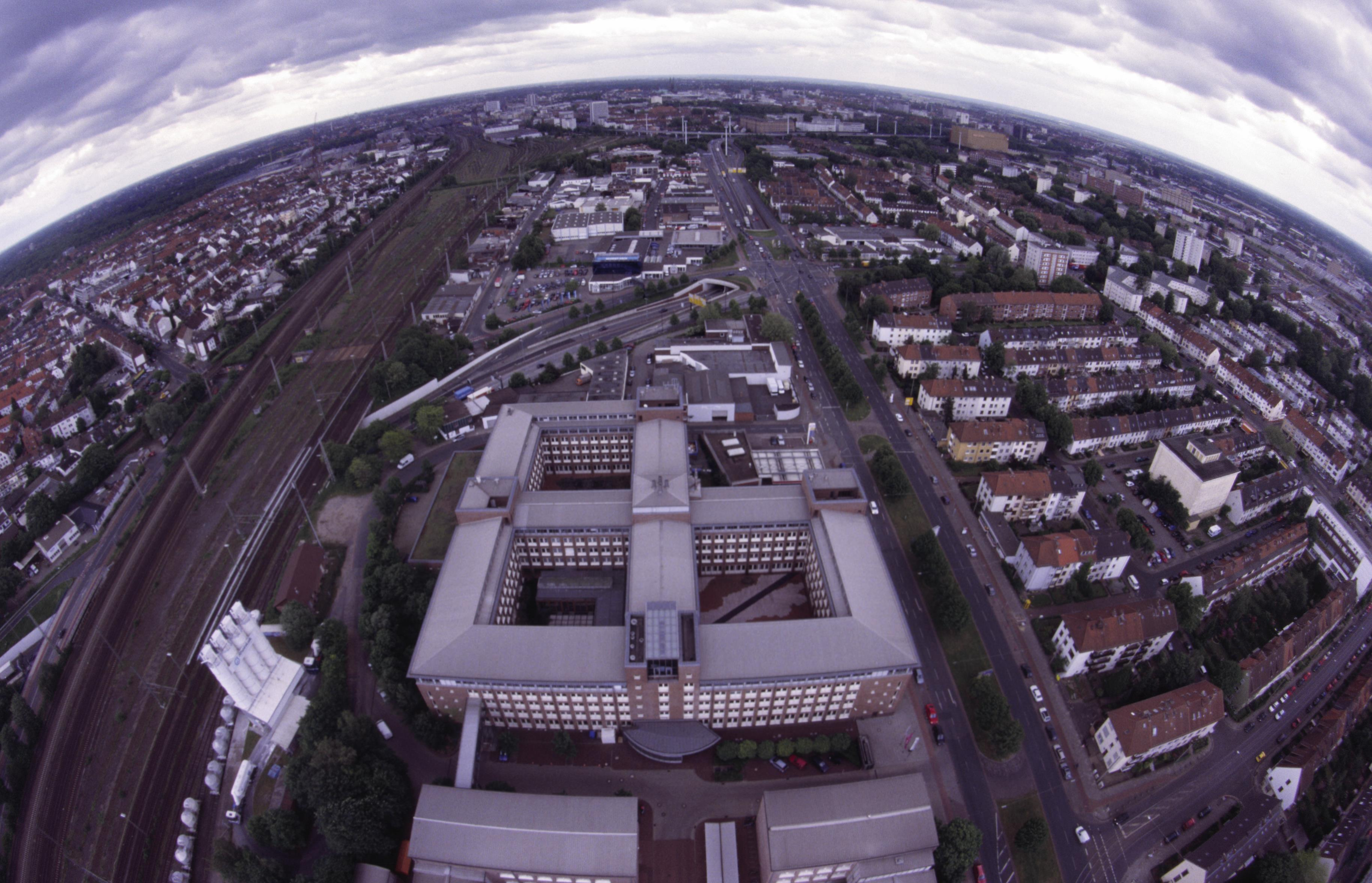
Blick vom Turm direkt herunter

## Fauna

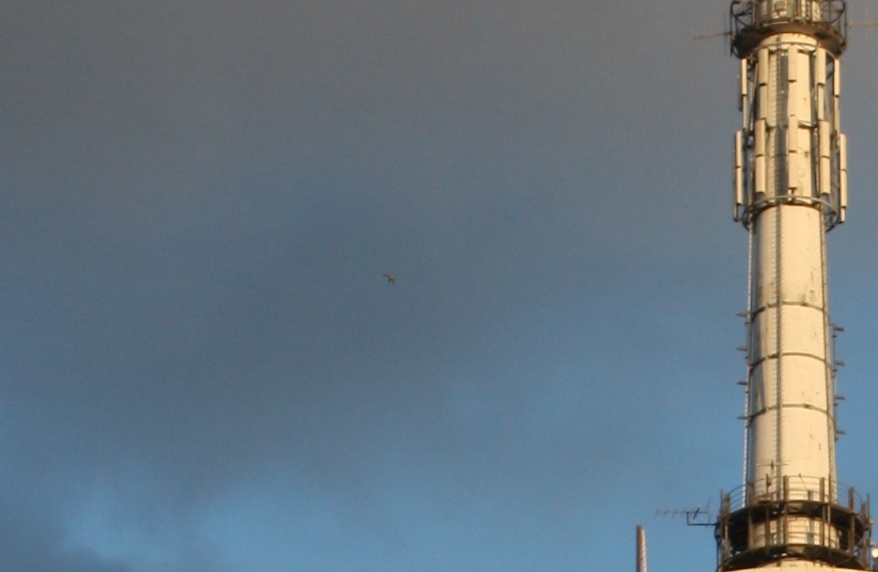
Falke am Turm (Bildmitte)

Der Fernsehturm dient seit Jahren einem Wanderfalken-Paar als Brutplatz.